# Ian Donald
Ian Donald (27 dicembre 1910 – 19 giugno 1987) è stato un medico scozzese che ha aperto la strada all'uso degli ultrasuoni diagnostici in medicina.

## Biografia
Ian Donald è stato istruito al Warriston School di Moffat e al Fettes College di Edimburgo. La famiglia si trasferì in Sudafrica dove si è diplomato al Collegio Diocesano della Città del Capo. Poi nel 1937 si è laureato in medicina all'Università di Londra.
Negli anni 1942-1946 ha prestato servizio come medico presso la RAF. È stato onorato per aver salvato i soldati da un aereo in fiamme.
Nel 1951 divenne docente presso il Dipartimento di ostetricia e ginecologia della St. Thomas Hospital Medical School (ora King's College di Londra).
Nel 1954 diresse il dipartimento di ostetricia all'Università di Glasgow. A quel tempo Ian Donald (che aveva una conoscenza di base del funzionamento del radar acquisito mentre lavorava nella RAF) si interessò all'uso pratico degli ultrasuoni in medicina. Ha ricevuto molti premi per il suo contributo in questo campo.
Per molti dei suoi contemporanei, Ian Donald era, soprattutto, uno strenuo oppositore dell'Aborts Act del 1967. Questo disegno di legge, nelle parole di Donald, "fu un tentativo di eliminare il male sostituendolo con altri mali".

## Medaglia d'oro Ian Donald
Per ricordare i meriti di Ian Donald nel campo dell'uso dell'ecografia negli studi prenatali e ginecologici, viene assegnato ogni anno dall'Associazione Internazionale di Ultrasonografia in Ostetricia e Ginecologia (ISUOG) la Medaglia d'oro Ian Donald. La medaglia viene assegnata a una persona il cui lavoro pionieristico in questo campo è considerato il più importante per lo sviluppo dell'uso dell'ecografia in ostetricia e ginecologia.